# Copa del Rey de Baloncesto de 2022
A Copa do Rei de Basquetebol de 2022 (em castelhano:  Copa del Rey de Baloncesto de 2022) foi a 86ª edição da Copa del Rey, torneio anual disputado desde 1933. Para esse ano foi decido que a sede seria Granada e a arena a receber o evento seria o Palacio de Deportes de Granada. Na ocasião o FC Barcelona conquistou o bicampeonato e seu 27º título e dessa forma ameaçar a hegemonia dos merengues.

## A sede
O WiZink Center sediou pela terceira veza Copa del Rey, sendo que última havia sido há vinte e sete anos.
| Granada                        |
| ------------------------------ |
| Palacio de Deportes de Granada |
| 37° 10′ 41″ N, 3° 36′ 03″ O    |
| Capacidade: 9 000              |
|                                |

## Equipas classificadas
| Pos. | Clube                  | J  | V  | D | %    | P+    | P-    | SP  | Classificação     |
| ---- | ---------------------- | -- | -- | - | ---- | ----- | ----- | --- | ----------------- |
| 1    | Real Madrid            | 17 | 15 | 2 | 88,2 | 1401  | 1203  | 198 | Cabeças de Chaves |
| 2    | Barça                  | 16 | 13 | 3 | 81,3 | 1.310 | 1.171 | 139 | Cabeças de Chaves |
| 3    | Valencia Basket        | 17 | 11 | 6 | 64,7 | 1.414 | 1.331 | 83  | Cabeças de Chaves |
| 4    | Club Joventut Badalona | 17 | 11 | 6 | 64,7 | 1.404 | 1.332 | 72  | Cabeças de Chaves |
| 5    | Baxi Manresa           | 17 | 11 | 6 | 64,7 | 1.444 | 1.417 | 27  |                   |
| 6    | UCAM Murcia            | 17 | 10 | 7 | 58,8 | 1.476 | 1.391 | 85  |                   |
| 7    | Río Breogán            | 17 | 9  | 8 | 52,9 | 1.412 | 1.365 | 47  |                   |
| 8    | Lenovo Tenerife        | 17 | 9  | 8 | 52,9 | 1.395 | 1.375 | 20  |                   |

## Formato de competição

### Critérios de classificação
Com o término do primeira volta (primeiro turno) as oito equipes melhor colocadas na tabela automaticamente se qualificam a disputar a Copa del Rey.

### Cabeça de chave
Assim como nas edições passadas, foi utilizado o método de "cabeça de chave" onde os quatro primeiros exercem esse direito.

### Forma de disputa
Como nos anos anteriores após sorteio, foi definido os cruzamentos e disputados quatro jogos de quartas de finais, dois de semifinais e por fim a grande final.

## Cruzamentos
|  | Quartas de final      | Quartas de final     | Quartas de final |       |                | Semifinais      | Semifinais | Semifinais |  |  | Final                | Final       | Final |
|  |                       |                      |                  |       |                |                 |            |            |  |  |                      |             |       |
|  |                       |                      |                  |       |                |                 |            |            |  |  |                      |             |       |
|  | Catalunha             | Joventut             | 62               |       |                |                 |            |            |  |  |                      |             |       |
|  | Ilhas Canárias        | Lenovo Tenerife      | 64               |       |                |                 |            |            |  |  |                      |             |       |
|  | Ilhas Canárias        | Lenovo Tenerife      | 64               |       | Ilhas Canárias | Lenovo Tenerife | 74         |            |  |  |                      |             |       |
|  |                       |                      |                  |       | Ilhas Canárias | Lenovo Tenerife | 74         |            |  |  |                      |             |       |
|  |                       | Comunidade de Madrid | Real Madrid      | 94    |                |                 |            |            |  |  |                      |             |       |
|  | Comunidade de Madrid  | Comunidade de Madrid | Real Madrid      | 94    | Real Madrid    | 73              |            |            |  |  |                      |             |       |
|  | Comunidade de Madrid  |                      |                  |       | Real Madrid    | 73              |            |            |  |  |                      |             |       |
|  | Galiza                | Río Breogán          | 67               |       |                |                 |            |            |  |  |                      |             |       |
|  |                       |                      |                  |       |                |                 |            |            |  |  | Comunidade de Madrid | Real Madrid | 59    |
|  |                       |                      | Catalunha        | Barça | 64             |                 |            |            |  |  |                      |             |       |
|  | Comunidade Valenciana | Valencia Basket      | 83               |       |                |                 |            |            |  |  |                      |             |       |
|  | Região de Múrcia      | UCAM Murcia          | 86               |       |                |                 |            |            |  |  |                      |             |       |
|  | Região de Múrcia      | UCAM Murcia          | 86               |       | Catalunha      | Barça           | 103        |            |  |  |                      |             |       |
|  |                       |                      |                  |       | Catalunha      | Barça           | 103        |            |  |  |                      |             |       |
|  |                       | Região de Múrcia     | UCAM Murcia      | 90    |                |                 |            |            |  |  |                      |             |       |
|  | Catalunha             | Região de Múrcia     | UCAM Murcia      | 90    | Barça          | 107             |            |            |  |  |                      |             |       |
|  | Catalunha             |                      |                  |       | Barça          | 107             |            |            |  |  |                      |             |       |
|  | Catalunha             | BAXI Manresa         | 70               |       |                |                 |            |            |  |  |                      |             |       |

### Quartas de finais

#### Joventut - Lenovo Tenerife
| 17 de fevereiro 18:30 | boxscore | Joventut                                                  | 62–64 | Lenovo Tenerife                                                                     |  | Palacio de Deportes, Granada Público: 5.421 |  |
| 17 de fevereiro 18:30 | boxscore | Placar por quarto: 10-21, 13-15, 16-15, 23-13             |       |                                                                                     |  | Palacio de Deportes, Granada Público: 5.421 |  |
| 17 de fevereiro 18:30 | boxscore | Pts: A. Tomic 15 Rbts: A.Tomic, J.Parra 9 Asts: P.Ribas 4 |       | Pts: G.Shermadini 12 Rbts: A.Doornekamp, G.Shermadiin 8 Asts: J.Sastre, M.Huertas 3 |  | Palacio de Deportes, Granada Público: 5.421 |  |

| Joventut  | Joventut       | Joventut     | Joventut     | Joventut     | Joventut     |
| Jogador   | Jogador        | Pts          | Reb          | Assts        | Minutos      |
| --------- | -------------- | ------------ | ------------ | ------------ | ------------ |
| 2         | P. Busquets    |              |              |              |              |
| *3        | B. Paul        | 2            | 4            | 0            | 14:51        |
| 4         | P. Ribas       | 6            | 1            | 4            | 05:24        |
| 10        | V. Brodziansky | 11           | 3            | 1            | 18:41        |
| 14        | A. Ventura     | 0            | 2            | 0            | 05:05        |
| *16       | G. Vives       | 0            | 0            | 1            | 22:30        |
| 20        | F. Bassas      | 0            | 0            | 2            | 18:46        |
| 22        | A. Feliz       |              |              |              |              |
| *30       | D. Willis      | 12           | 7            | 1            | 05:15        |
| 35        | S. Birgander   | 2            | 0            | 0            | 06:50        |
| *44       | J. Parra       | 14           | 9            | 1            | 05:25        |
| *88       | A. Tomic       | 15           | 9            | 1            | 01:13        |
| Treinador | Treinador      | Carles Duran | Carles Duran | Carles Duran | Carles Duran |

| Lenovo Tenerife | Lenovo Tenerife | Lenovo Tenerife | Lenovo Tenerife | Lenovo Tenerife | Lenovo Tenerife |
| Jogador         | Jogador         | Pts             | Reb             | Assts           | Minutos         |
| --------------- | --------------- | --------------- | --------------- | --------------- | --------------- |
| 2               | T. Borg         | 8               | 0               | 0               | 10:40           |
| 6               | B. Fitipaldo    |                 |                 |                 |                 |
| *9              | M. Huertas      | 8               | 1               | 3               | 04:46           |
| *10             | S. Salin        | 4               | 0               | 2               | 21:43           |
| 13              | S. Rodríguez    | 0               | 0               | 0               | 02:04           |
| 15              | J. Sastre       | 4               | 5               | 3               | 22:54           |
| *19             | G. Shermadini   | 12              | 8               | 0               | 07:15           |
| *20             | D. Todorovic    | 6               | 3               | 0               | 18:05           |
| 22              | E. Sulejmanovic | 2               | 1               | 0               | 03:07           |
| 33              | K. Wiltjer      | 8               | 4               | 1               | 03:33           |
| 35              | F. Guerra       | 4               | 1               | 0               | 07:09           |
| *42             | A. Doornekamp   | 8               | 8               | 1               | 02:44           |
| Treinador       | Treinador       | Txus Vidorreta  | Txus Vidorreta  | Txus Vidorreta  | Txus Vidorreta  |

#### Real Madrid - Río Breogán
| 17 de fevereiro 21:30 | boxscore | Real Madrid                                               | 73–67 | Río Breogán                                         |  | Palacio de Deportes, Granada Público: 6319 |  |
| 17 de fevereiro 21:30 | boxscore | Placar por quarto: 27-16, 14-15, 16-19, 16-17             |       |                                                     |  | Palacio de Deportes, Granada Público: 6319 |  |
| 17 de fevereiro 21:30 | boxscore | Pts: G. Yabusele 17 Rbts: E.Tavares 11 Asts: T. Heurtel10 |       | Pts: R.Mahalbasic 16 Rbts: D.Musa 9 Asts: D. Musa 4 |  | Palacio de Deportes, Granada Público: 6319 |  |

| Real Madrid | Real Madrid     | Real Madrid | Real Madrid | Real Madrid | Real Madrid |
| Jogador     | Jogador         | Pts         | Reb         | Assts       | Minutos     |
| ----------- | --------------- | ----------- | ----------- | ----------- | ----------- |
| 0           | N.Williams-Goss | 3           | 1           | 1           | 11:58       |
| *1          | F. Causeur      | 6           | 2           | 1           | 04:02       |
| 2           | J. Núñez        |             |             |             |             |
| *4          | T. Heurtel      | 12          | 4           | 10          | 23:33       |
| *6          | A. Abalde       | 11          | 4           | 0           | 01:02       |
| 8           | A. Hanga        | 5           | 0           | 0           | 14:39       |
| 17          | V. Poirier      | 2           | 1           | 0           | 09:21       |
| *22         | W. Tavares      | 11          | 11          | 1           | 04:48       |
| 23          | S. Llull        | 6           | 2           | 2           | 16:49       |
| *28         | G. Yabusele     | 17          | 5           | 1           | 05:42       |
| 33          | T. Thompkins    | 0           | 0           | 0           | 12:06       |
| 44          | J. Taylor       | 0           | 0           | 0           | 0:00        |
| Treinador   | Treinador       | Pablo Laso  | Pablo Laso  | Pablo Laso  | Pablo Laso  |

| Río Breogán | Río Breogán    | Río Breogán  | Río Breogán  | Río Breogán  | Río Breogán  |
| Jogador     | Jogador        | Pts          | Reb          | Assts        | Minutos      |
| ----------- | -------------- | ------------ | ------------ | ------------ | ------------ |
| *2          | T. Bell-Haynes | 8            | 0            | 2            | 36:01        |
| 3           | M. Kacinas     | 12           | 2            | 0            | 10:11        |
| 4           | T. Kalinoski   | 5            | 1            | 7            | 22:31        |
| *12         | N. Jankovic    | 0            | 1            | 0            | 3:08         |
| *13         | D. Musa        | 14           | 11           | 4            | 34:02        |
| *17         | M. Lukovic     | 3            | 1            | 0            | 24:11        |
| 18          | J. Sakho       | 6            | 1            | 1            | 14:38        |
| 23          | E. Quintela    | 7            | 3            | 1            | 3:59         |
| 24          | R. Mahalbasic  | 18           | 5            | 2            | 15:30        |
| 33          | I. Cruz        | 12           | 1            | 0            | 13:35        |
| *42         | S. Quintela    |              |              |              |              |
| Treinador   | Treinador      | Veljko Mršić | Veljko Mršić | Veljko Mršić | Veljko Mršić |

#### Valencia Basket - UCAM Murcia
| 18 de fevereiro 18:30 | boxscore | Valencia Basket                                                       | 83–86 | UCAM Murcia                                           |  | Palacio de Deportes, Granada Público: 6.159 |  |
| 18 de fevereiro 18:30 | boxscore | Placar por quarto: 14-28, 19-24, 31-9, 19-25                          |       |                                                       |  | Palacio de Deportes, Granada Público: 6.159 |  |
| 18 de fevereiro 18:30 | boxscore | Pts: J.Rivero 20 Rbts: B.Dubljevic, J. Rivero 6 Asts: S. Van Rossom 7 |       | Pts: T. Mcfadden 20 Rbts: A. Lima 9 Asts: T. Bellas 7 |  | Palacio de Deportes, Granada Público: 6.159 |  |

| Valencia Basket | Valencia Basket | Valencia Basket | Valencia Basket | Valencia Basket | Valencia Basket |
| Jogador         | Jogador         | Pts             | Reb             | Assts           | Minutos         |
| --------------- | --------------- | --------------- | --------------- | --------------- | --------------- |
| 0               | N. Dimitrijevic | 13              | 0               | 1               | 14:41           |
| 1               | V. Claver       | 2               | 3               | 0               | 08:38           |
| *2              | J. Puerto       | 0               | 0               | 0               | 06:20           |
| *3              | K. Prepelic     | 19              | 4               | 1               | 23:35           |
| *4              | J. Pradilla     | 2               | 4               | 1               | 11:11           |
| 6               | López-Arostegui | 7               | 4               | 0               | 20:46           |
| 9               | S. Van Rossom   | 0               | 3               | 7               | 22:20           |
| 10              | M. Tobey        | 2               | 1               | 1               | 13:13           |
| *14             | B. Dubljevic    | 8               | 6               | 3               | 26:25           |
| *24             | M. Hermannsson  | 10              | 5               | 3               | 23:47           |
| 41              | J. Rivero       | 20              | 6               | 0               | 21:59           |
| 99              | L. Labeyrie     | 0               | 0               | 1               | 07:05           |
| Treinador       | Treinador       | Joan Peñarroya  | Joan Peñarroya  | Joan Peñarroya  | Joan Peñarroya  |

| UCAM Murcia | UCAM Murcia    | UCAM Murcia | UCAM Murcia | UCAM Murcia | UCAM Murcia |
| Jogador     | Jogador        | Pts         | Reb         | Assts       | Minutos     |
| ----------- | -------------- | ----------- | ----------- | ----------- | ----------- |
| 1           | J. Davis       | 4           | 2           | 2           | 20:51       |
| *3          | J. Webb        | 13          | 4           | 0           | 22:53       |
| *6          | A. Lima        | 9           | 6           | 0           | 23:47       |
| 7           | T. Bellas      | 7           | 4           | 6           | 22:47       |
| 8           | R. Malmanis    |             |             |             |             |
| 11          | N. Radovic     | 10          | 6           | 0           | 17:38       |
| *12         | T. McFadden    | 20          | 1           | 2           | 22:13       |
| 15          | E Cate         | 2           | 5           | 0           | 16:13       |
| *22         | I. Taylor      | 16          | 3           | 3           | 25:33       |
| *27         | S. Rojas       | 2           | 5           | 1           | 22:52       |
| 35          | C. Czerapowicz | 3           | 0           | 0           | 05:13       |
| 77          | K. Vasileiadis | 6           | 0           | 0           | 7:00        |
| Treinador   | Treinador      | Sito Alonso | Sito Alonso | Sito Alonso | Sito Alonso |

#### FC Barcelona - BAXI Manresa
| 18 de fevereiro 21:30 | boxscore | FC Barcelona                                                                | 107–70 | BAXI Manresa                                         |  | Palacio de Deportes, Granada |  |
| 18 de fevereiro 21:30 | boxscore | Placar por quarto: 22-26, 30-16, 36-11, 19-17                               |        |                                                      |  | Palacio de Deportes, Granada |  |
| 18 de fevereiro 21:30 | boxscore | Pts: B.Davies, N.Mirotic 14 Rbts: B.Davies, A.Abrines 5 Asts: N. Calathes 6 |        | Pts: S. Francisco 19 Rbts: I.Bako 6 Asts: D.Garcia 3 |  | Palacio de Deportes, Granada |  |

| FC Barcelona | FC Barcelona    | FC Barcelona         | FC Barcelona         | FC Barcelona         | FC Barcelona         |
| Jogador      | Jogador         | Pts                  | Reb                  | Assts                | Minutos              |
| ------------ | --------------- | -------------------- | -------------------- | -------------------- | -------------------- |
| 0            | B. Davies       | 14                   | 5                    | 1                    | 14:51                |
| *1           | D. Exum         | 11                   | 2                    | 2                    | 18:10                |
| *5           | S. Sanli        | 8                    | 4                    | 0                    | 13:15                |
| 8            | S. Martínez     | 4                    | 2                    | 0                    | 17:30                |
| 10           | R. Smits        | 9                    | 1                    | 0                    | 15:54                |
| 14           | N. Hayes        | 4                    | 4                    | 1                    | 20:28                |
| *20          | N. Laprovittola | 10                   | 3                    | 5                    | 18:06                |
| 21           | A. Abrines      | 11                   | 5                    | 0                    | 10:23                |
| 24           | K. Kuric        | 7                    | 1                    | 0                    | 16:22                |
| 31           | R. Jokubaitis   | 11                   | 1                    | 5                    | 22:03                |
| *33          | N. Mirotic      | 14                   | 2                    | 3                    | 15:32                |
| *99          | N. Calathes     | 4                    | 2                    | 6                    | 17:26                |
| Treinador    | Treinador       | Šarūnas Jasikevičius | Šarūnas Jasikevičius | Šarūnas Jasikevičius | Šarūnas Jasikevičius |

| BAXI Manresa | BAXI Manresa  | BAXI Manresa   | BAXI Manresa   | BAXI Manresa   | BAXI Manresa   |
| Jogador      | Jogador       | Pts            | Reb            | Assts          | Minutos        |
| ------------ | ------------- | -------------- | -------------- | -------------- | -------------- |
| 1            | S. Francisco  | 19             | 1              | 2              | 20:55          |
| 6            | D. García     | 7              | 1              | 3              | 16:13          |
| *11          | C. Moneke     | 4              | 3              | 1              | 23:08          |
| 12           | M. Steinbergs | 0              | 1              | 0              | 09:50          |
| 17           | R. Martínez   | 0              | 0              | 1              | 02:30          |
| *19          | E. Valtonen   | 7              | 0              | 1              | 05:06          |
| 21           | I. Bako       | 9              | 6              | 1              | 23:55          |
| 22           | J. Vaulet     | 2              | 1              | 0              | 10:54          |
| *32          | J. Thomasson  | 14             | 3              | 1              | 04:16          |
| 33           | L. Maye       | 0              | 2              | 0              | 07:51          |
| *55          | D. Pérez      | 2              | 0              | 1              | 12:06          |
| *77          | Y. Sima       | 6              | 1              | 1              | 15:16          |
| Treinador    | Treinador     | Pedro Martínez | Pedro Martínez | Pedro Martínez | Pedro Martínez |

### Semifinais

#### Real Madrid - Lenovo Tenerife
| 19 de fevereiro 18:30 | boxscore | Real Madrid                                                       | 94–74 | Lenovo Tenerife                                         |  | Palacio de Deportes, Granada Público: 6.918 |  |
| 19 de fevereiro 18:30 | boxscore | Placar por quarto: 26-20, 24-18, 23-17, 21-19                     |       |                                                         |  | Palacio de Deportes, Granada Público: 6.918 |  |
| 19 de fevereiro 18:30 | boxscore | Pts: Tavares 15 Rbts: R.Fernandez, G.Yabusele 5 Asts: T.Heurtel 7 |       | Pts: G. Shermadini 14 Rbts: K.Witjer 6 Asts: J.Sastre 4 |  | Palacio de Deportes, Granada Público: 6.918 |  |

| Real Madrid | Real Madrid     | Real Madrid | Real Madrid | Real Madrid | Real Madrid |
| Jogador     | Jogador         | Pts         | Reb         | Assts       | Minutos     |
| ----------- | --------------- | ----------- | ----------- | ----------- | ----------- |
| 0           | N.Williams-Goss | 5           | 2           | 1           | 19:10       |
| *1          | F. Causeur      | 12          | 3           | 7           | 22:31       |
| 2           | J. Núñez        | 8           | 5           | 0           | 13:33       |
| *4          | T. Heurtel      | 7           | 1           | 2           | 13:08       |
| *6          | A. Abalde       | 3           | 0           | 1           | 12:29       |
| 8           | A. Hanga        | 2           | 0           | 1           | 13:23       |
| 17          | V. Poirier      | 12          | 3           | 2           | 20:52       |
| *22         | W. Tavares      | 15          | 3           | 0           | 19:08       |
| 23          | S. Llull        | 2           | 1           | 2           | 12:54       |
| *28         | G. Yabusele     | 5           | 5           | 5           | 21:45       |
| 33          | T. Thompkins    | 11          | 0           | 0           | 18:15       |
| 44          | J. Taylor       | 12          | 0           | 2           | 12:52       |
| Treinador   | Treinador       | Pablo Laso  | Pablo Laso  | Pablo Laso  | Pablo Laso  |

| Lenovo Tenerife | Lenovo Tenerife | Lenovo Tenerife | Lenovo Tenerife | Lenovo Tenerife | Lenovo Tenerife |
| Jogador         | Jogador         | Pts             | Reb             | Assts           | Minutos         |
| --------------- | --------------- | --------------- | --------------- | --------------- | --------------- |
| 2               | T. Borg         | 7               | 1               | 3               | 21:50           |
| 6               | B. Fitipaldo    | 0               | 0               | 0               | 00:57           |
| *9              | M. Huertas      | 12              | 1               | 3               | 20:24           |
| *10             | S. Salin        | 6               | 1               | 1               | 22:33           |
| 13              | S. Rodríguez    | 0               | 0               | 0               | 01:25           |
| 15              | J. Sastre       | 6               | 3               | 4               | 00:53           |
| *19             | G. Shermadini   | 14              | 2               | 0               | 14:54           |
| *20             | D. Todorovic    | 12              | 2               | 1               | 21:04           |
| 22              | E. Sulejmanovic | 0               | 1               | 0               | 06:21           |
| 33              | K. Wiltjer      | 9               | 6               | 0               | 22:55           |
| 35              | F. Guerra       | 6               | 1               | 0               | 18:45           |
| *42             | A. Doornekamp   | 2               | 1               | 1               | 23:59           |
| Treinador       | Treinador       | Txus Vidorreta  | Txus Vidorreta  | Txus Vidorreta  | Txus Vidorreta  |

#### Barça - UCAM Murcia
| 19 de fevereiro 21:30 | boxscore | Barça                                            | 103–90 | UCAM Murcia                                        |  | Palacio de Deportes, Granada Público: 6.787 |  |
| 19 de fevereiro 21:30 | boxscore | Placar por quarto: 32-16, 23-33, 18-23, 30-18    |        |                                                    |  | Palacio de Deportes, Granada Público: 6.787 |  |
| 19 de fevereiro 21:30 | boxscore | Pts: Mirotić 15 Rbts: Mirotić 8 Asts: Calathes 8 |        | Pts: I. Taylor 21 Rbts: J.Webb 9 Asts: I. Taylor 7 |  | Palacio de Deportes, Granada Público: 6.787 |  |

| Barça     | Barça           | Barça                | Barça                | Barça                | Barça                |
| Jogador   | Jogador         | Pts                  | Reb                  | Assts                | Minutos              |
| --------- | --------------- | -------------------- | -------------------- | -------------------- | -------------------- |
| 0         | B. Davies       | 12                   | 3                    | 0                    | 11:59                |
| *1        | D. Exum         | 4                    | 1                    | 0                    | 14:52                |
| *5        | S. Sanli        | 13                   | 4                    | 0                    | 21:48                |
| 8         | S. Martínez     | 6                    | 3                    | 0                    | 12:49                |
| 10        | R. Smits        | 6                    | 0                    | 1                    | 09:27                |
| 14        | N. Hayes        | 0                    | 5                    | 0                    | 14:32                |
| *20       | N. Laprovittola | 19                   | 1                    | 4                    | 01:38                |
| 21        | A. Abrines      | 0                    | 1                    | 1                    | 04:18                |
| 24        | K. Kuric        | 14                   | 0                    | 0                    | 20:14                |
| 31        | R. Jokubaitis   | 2                    | 0                    | 5                    | 18:47                |
| *33       | N. Mirotic      | 15                   | 8                    | 2                    | 22:14                |
| *99       | N. Calathes     | 12                   | 5                    | 8                    | 23:22                |
| Treinador | Treinador       | Šarūnas Jasikevičius | Šarūnas Jasikevičius | Šarūnas Jasikevičius | Šarūnas Jasikevičius |

| UCAM Murcia | UCAM Murcia    | UCAM Murcia | UCAM Murcia | UCAM Murcia | UCAM Murcia |
| Jogador     | Jogador        | Pts         | Reb         | Assts       | Minutos     |
| ----------- | -------------- | ----------- | ----------- | ----------- | ----------- |
| 1           | J. Davis       | 5           | 0           | 1           | 09:35       |
| *3          | J. Webb        | 15          | 9           | 0           | 00:45       |
| *6          | A. Lima        | 2           | 4           | 0           | 15:19       |
| 7           | T. Bellas      | 5           | 1           | 2           | 15:44       |
| 8           | R. Malmanis    | 0           | 0           | 0           | 01:26       |
| 11          | N. Radovic     | 2           | 2           | 0           | 15:15       |
| *12         | T. McFadden    | 18          | 2           | 2           | 22:40       |
| 15          | E Cate         | 15          | 5           | 0           | 23:15       |
| *22         | I. Taylor      | 21          | 3           | 7           | 09:09       |
| *27         | S. Rojas       | 0           | 2           | 0           | 13:07       |
| 35          | C. Czerapowicz | 7           | 4           | 0           | 22:34       |
| 77          | K. Vasileiadis | 0           | 0           | 1           | 03:11       |
| Treinador   | Treinador      | Sito Alonso | Sito Alonso | Sito Alonso | Sito Alonso |

### Final

#### Real Madrid - Barça
| 14 de fevereiro 18:30 | boxscore | Real Madrid                                    | 73–88 | Barça                                           |  | WiZink Center, Madrid |  |
| 14 de fevereiro 18:30 | boxscore | Placar por quarto: 11-20, 20-32, 19-17, 23-19  |       |                                                 |  | WiZink Center, Madrid |  |
| 14 de fevereiro 18:30 | boxscore | Pts: Tavares 17 Rbts: Tavares 9 Asts: Alocén 3 |       | Pts: Higgins 20 Rbts: Davies 8 Asts: Calathes 9 |  | WiZink Center, Madrid |  |

| Real Madrid | Real Madrid     | Real Madrid | Real Madrid | Real Madrid | Real Madrid |
| Jogador     | Jogador         | Pts         | Reb         | Assts       | Minutos     |
| ----------- | --------------- | ----------- | ----------- | ----------- | ----------- |
| 0           | N.Williams-Goss |             |             |             |             |
| *1          | F. Causeur      | 10          | 1           | 1           | 14:13       |
| 2           | J. Núñez        | 6           | 2           | 1           | 11:08       |
| *4          | T. Heurtel      | 8           | 0           | 2           | 16:20       |
| *6          | A. Abalde       | 3           | 3           | 1           | 14:08       |
| 8           | A. Hanga        | 8           | 5           | 0           | 07:22       |
| 17          | V. Poirier      | 4           | 2           | 1           | 17:57       |
| *22         | W. Tavares      | 5           | 4           | 0           | 20:19       |
| 23          | S. Llull        | 6           | 0           | 1           | 09:54       |
| *28         | G. Yabusele     | 4           | 5           | 0           | 01:25       |
| 33          | T. Thompkins    | 3           | 1           | 0           | 09:09       |
| 44          | J. Taylor       | 2           | 5           | 0           | 06:05       |
| Treinador   | Treinador       | Pablo Laso  | Pablo Laso  | Pablo Laso  | Pablo Laso  |

| Barça     | Barça           | Barça                | Barça                | Barça                | Barça                |
| Jogador   | Jogador         | Pts                  | Reb                  | Assts                | Minutos              |
| --------- | --------------- | -------------------- | -------------------- | -------------------- | -------------------- |
| 0         | B. Davies       | 10                   | 2                    | 0                    | 16:31                |
| *1        | D. Exum         | 2                    | 0                    | 1                    | 11:48                |
| *5        | S. Sanli        | 9                    | 6                    | 0                    | 23:32                |
| 8         | S. Martínez     | 0                    | 0                    | 0                    | 03:45                |
| 10        | R. Smits        |                      |                      |                      |                      |
| 14        | N. Hayes        | 0                    | 3                    | 0                    | 13:59                |
| *20       | N. Laprovittola | 5                    | 2                    | 1                    | 05:49                |
| 21        | A. Abrines      | 0                    | 1                    | 0                    | 03:03                |
| 24        | K. Kuric        | 3                    | 1                    | 0                    | 20:46                |
| 31        | R. Jokubaitis   | 12                   | 1                    | 3                    | 17:33                |
| *33       | N. Mirotic      | 19                   | 5                    | 0                    | 03:06                |
| *99       | N. Calathes     | 4                    | 2                    | 6                    | 08:08                |
| Treinador | Treinador       | Šarūnas Jasikevičius | Šarūnas Jasikevičius | Šarūnas Jasikevičius | Šarūnas Jasikevičius |

## Campeões
| Copa del Rey 2022 (Granada) |
| Catalunha                   |
| --------------------------- |
| CampeãoBarça (27° título)   |